# Hypsiboas faber
Espèce
Synonymes
- Hyla faber Wied-Neuwied, 1821
- Hyla fulva Wied-Neuwied, 1825
- Hyla wachei Nieden, 1911

Statut de conservation UICN

 LC  : Préoccupation mineure
Hypsiboas faber est une espèce d'amphibiens de la famille des Hylidae.

## Répartition
Cette espèce se rencontre entre 150 et 800 m d'altitude, :
- dans la province de Misiones en Argentine ;
- dans les États de Rio de Janeiro, d'Espirito Santo, du Minas Gerais, du Rio Grande do Sul, du Paraná, de Santa Catarina, de São Paulo et de Bahia, au Brésil ;

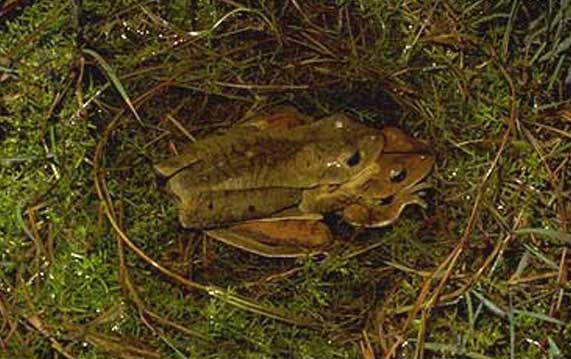
Hypsiboas faber

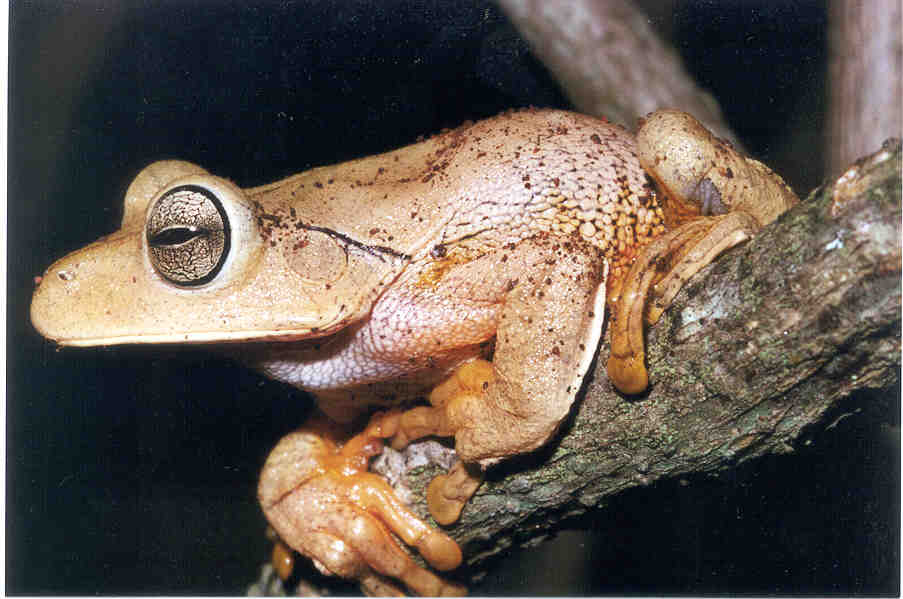
Hypsiboas faber

- dans l'est du Paraguay.

## Publication originale
- Wied-Neuwied, 1821 : Reise nach Brasilien in den Jahren 1815 bis 1817. Frankfurt am Main.